# Allostemma fuscum
Allostemma fuscum är en stekelart som beskrevs av Lubomir Masner och Lars Huggert 1989. Allostemma fuscum ingår i släktet Allostemma och familjen gallmyggesteklar. Inga underarter finns listade i Catalogue of Life.